# Xanthoparmelia elixii
Xanthoparmelia elixii är en lavart som beskrevs av Filson. Xanthoparmelia elixii ingår i släktet Xanthoparmelia och familjen Parmeliaceae.   Inga underarter finns listade i Catalogue of Life.